# 1992年バルセロナオリンピックのオランダ選手団
1992年バルセロナオリンピックのオランダ選手団（1992ねんバルセロナオリンピックのオランダせんしゅだん）は、1992年7月25日から8月9日にかけてスペインのカタルーニャ州バルセロナで開催された1992年バルセロナオリンピックのオランダ選手団、およびその競技結果。

## 概要
今大会は金メダル2個、銀メダル6個、銅メダル7個の合計15個のメダルを獲得した。

## メダル
| メダル | 選手名                 | 競技   | 種目                 |
| ------ | ---------------------- | ------ | -------------------- |
| 金     | エレン・ファンランゲン | 陸上   | 女子800m             |
| 銀     | エリック・デッケル     | 自転車 | 男子個人ロードレース |
| 銀     | レオン・ファンボン     | 自転車 | 男子ポイントレース   |
| 銅     | モニク・クノール       | 自転車 | 女子個人ロードレース |
| 銅     | インフリット・ハリンハ | 自転車 | 男子スプリント       |
| 銅     | テオ・メイヤー         | 柔道   | 男子95kg以下級       |
| 銅     | イレーネ・ドゥコック   | 柔道   | 女子72kg以下級       |